# ویلیام والاس دنسلو
ویلیام والاس دنسلو (۵ می ۱۸۵۶ – ۲۹ مارس ۱۹۱۵) (نام مخفف انگلیسی: W. W. Denslow) یک تصویرگر و کاریکاتوریست آمریکایی بود. بیشتر شهرت وی برای تصویرگری رمان جادوگر شهر اُز نوشته ال. فرانک باوم می‌باشد.